# Wickrange
Wickrange (luxembourgeois: Wickreng, allemand: Wickringen) est une section de la commune luxembourgeoise de Reckange-sur-Mess située dans le canton d'Esch-sur-Alzette.